# Kellinghusen
Kellinghusen è un comune tedesco del circondario di Steinburg, nella regione dello Schleswig-Holstein. Ha circa 8 100 abitanti.